# Ludwig Hörmann

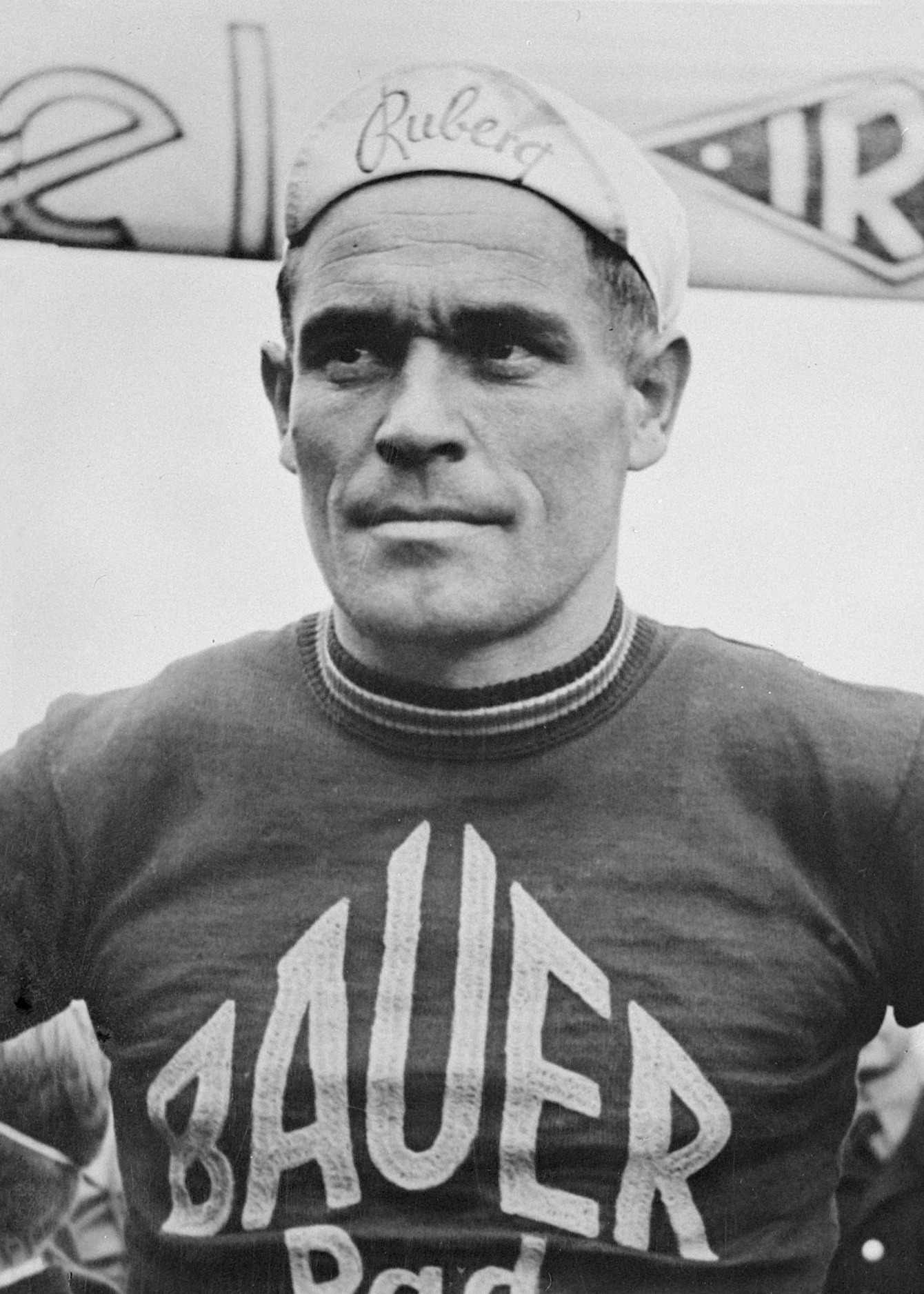
Ludwig Hörmann, 1952

Ludwig Hörmann (* 6. September 1918 in München; † 19. Juni 2001 ebenda) war ein deutscher Radrennfahrer.
Ludwig Hörmann, „Wiggerl“ genannt, galt als der erfolgreichste und populärste Münchner Radrennfahrer der Nachkriegszeit. Als Amateur war er zunächst Mitglied im Verein RV Express, später im Verein RC Amor München. 1940 siegte er im Rennen Rund um die Hainleite.
Er errang neunmal den deutschen Meistertitel auf der Bahn und auf der Straße, mit seinem jüngeren Bruder Hans war er 1951 im Zweier-Mannschaftsfahren siegreich (seinen ersten Straßentitel gewann er ebenfalls 1951). Beide hatten bereits 1942 die Meisterschaft in der Mannschaftsverfolgung gewonnen. Hörmann galt auch in der ersten Meisterschaft nach dem Zweiten Weltkrieg als Favorit des Rennens. Der Start wurde ihm von den verantwortlichen Funktionären des deutschen Berufsradsports jedoch verweigert, da Hörmann darauf bestand, für die Verwendung des vorgeschriebenen Materials eine Prämie zu erhalten. Von den in den 1950er Jahren in Deutschland ausgetragenen Profirennen gewann er 1951 den Großen Preis der Weinstraße. Ludwig und Hans Hörmann waren die ersten deutschen Radrennfahrer, die nach dem Zweiten Weltkrieg zu Rennen auf die Radrennbahn Vélodrome d’Hiver in Paris eingeladen wurden.
Internationale Bekanntheit erlangte er bei der Straßenweltmeisterschaft der Profis 1952 in Luxemburg, als er hinter dem Schwenninger Heinz Müller und dem Schweizer Gottfried Weilenmann den dritten Platz belegte. Zudem konnte er fünf Sechstagerennen gewinnen. 1954 beendete er seine erfolgreiche Karriere, eröffnete gemeinsam mit seinem Bruder ein Installationsgeschäft und fungierte unter anderem als Sportlicher Leiter beim ersten Sechstagerennen in der Münchner Olympiahalle.
Hörmann wirkte mit anderen Radsportlern in dem 1949 gedrehten deutschen Spielfilm „Um eine Nasenlänge“ (Hauptrolle Theo Lingen) mit. 2001 beging Hörmann im Alter von 82 Jahren im Garten seines Hauses in Schwabing mit einer Schusswaffe Suizid, nachdem bei ihm eine Krebskrankheit diagnostiziert worden war.

## Berufliches
Nach seiner Laufbahn eröffnete er in München eine Spenglerei und Firma für lufttechnische Anlagen, in der auch sein Bruder Hans tätig war.